# Holokameanka, Jovkva
Holokameanka (în ucraineană Голокам'янка) este un sat în comuna Lîpnîk din raionul Jovkva, regiunea Liov, Ucraina.

## Istoric
Până la mijlocul secolului XIX. Golokamenka face parte din satul Gola Kamianets din satul Kamenka-Voloska. Se compune din următoarele părți: Grinchuk, Puni, Zhigaili.

## Demografie
Componența lingvistică a localității Holokameanka
     Ucraineană (100%)
Conform recensământului din 2001, toată populația localității Holokameanka era vorbitoare de ucraineană (100%).